# The Zephyrs
The Zephyrs (o anche Zephyrs) è un gruppo musicale indie scozzese.

## Discografia

### Album
- 1999: It's OK Not to Say Anything (Evol)
- 2001: When the Sky Comes Down It Comes Down on Your Head (SouthPaw)
- 2004: A Year to the Day (Setanta)
- 2005: Bright Yellow Flowers on a Dark Double Bed (Acuarela)
- 2010: Fool Of Regrets (Club AC30)
- 2012: Order of the Arrow (Debacle Records)

### EP
- 2001: Stargazer (Rock Action Records)
- 2002: The Love That Will Guide You Back Home (Acuarela)

### Compilation
- 2002: A Quiet Riot, con la canzone  Setting Sun (Play It Again Sam)
- 2002: HomesleepHome 2, con la canzone Greyhound Going Somewhere (Homesleep)
- 2003: Acuarela Songs 2, con la canzone Make Me Lonely (Acuarela)

## Formazione
- Marcus MacKay
- Charlie Clark
- Eric Lindsay
- Malcolm Cochrane
- David Jeans
- Stewart Campbell
- Jonathan Kilgour
- Gordon Kilgour